# Xã Eagle, Quận Polk, Arkansas
Xã Eagle (tiếng Anh: Eagle Township) là một xã thuộc quận Polk, tiểu bang Arkansas, Hoa Kỳ. Năm 2010, dân số của xã này là 615 người.